# 눈물관
눈물관은 눈물점에서 눈물주머니로 눈물을 흘려보내는 작은 통로이다. 위눈꺼풀과 아래눈꺼풀에 하나씩 있다. 눈물관은 눈의 겉면에서 콧속으로 눈물을 흘려보내는 역할을 하는 눈물기관의 일부이다.

## 구조
눈물관은 눈꺼풀마다 하나씩 있다. 위눈꺼풀에 있는 것을 위눈물관, 아래눈꺼풀에 있는 것을 아래눈물관이라 부른다. 눈물관은 눈물점에서 출발해 수직 방향으로 가다가 안쪽으로 꺾어져 눈물주머니로 간다. 눈물관은 꺾어지는 부분에서 굵어지는데, 이 부분을 눈물관의 팽대부라 한다. 일반적으로 위눈물관과 아래눈물관은 눈물주머니의 가쪽벽으로 들어가기 전에 하나의 통로로 합쳐진다.

### 위눈물관
위눈물관은 위눈꺼풀에 있다. 처음에는 올라가다가 안쪽으로 꺾어져 눈물주머니로 간다. 위눈물점에서 눈물을 흘려보낸다. 위눈물관은 아래눈물관보다 작고 짧다.

### 아래눈물관
아래눈물관은 아래눈꺼풀에 있다. 처음에는 내려가다가 안쪽으로 꺾어져 눈물주머니로 간다. 아래눈물점에서 눈물을 흘려보낸다.

## 조직학
눈물관은 기저막 위의 비각질중층편평상피와 탄성이 높은 고유판으로 이루어진 점막을 지니고 있다. 점막을 둘러싸고 눈둘레근과 연속된 골격근섬유가 분포하여 일종의 괄약근을 이룬다. 이는 눈을 깜빡일 때 눈물을 흘려보내는 데 도움이 될 수 있다.

## 질병
눈물관의 염증을 눈물관염이라 한다.